# Phytomyza ranunculivora
Phytomyza ranunculivora este o specie de muște din genul Phytomyza, familia Agromyzidae, descrisă de Erich Martin Hering în anul 1932.
Este endemică în Austria. Conform Catalogue of Life specia Phytomyza ranunculivora nu are subspecii cunoscute.